# Rio Timbó (Pernambuco)
O rio Timbó é um rio brasileiro que banha o litoral do estado de Pernambuco. Nasce na congruência entre os rios Arroio Desterro e Barro Branco, sendo este rio, o que nasce no Tabuleiro de Araçá, município de Abreu e Lima, com o nome de Barro Branco, e ao atingir o estuário no município de Paulista passa a denominar-se rio Timbó.
A bacia hidrográfica se localiza entre as latitudes de 7º 50’ e 7º 55’ S e as longitudes de 34º 50’ e 34º 55’ W, apresentando a superfície total de 9.296,41 hectares (93 km²), dos quais aproximadamente 1.400 hectares estão em seu estuário, que abriga expressiva vegetação de restinga, mata atlântica e manguezal. Em sua foz há a Área de Proteção Ambiental (APA) Estuarina do Rio Timbó, que abrange os municípios de Abreu e Lima, Igarassu e Paulista.
Em torno do rio Timbó, além da APA Estuarina do Rio Timbó, há, também, a Reserva Ecológica Mata de São Bento e Reserva de Floresta Urbana Mata de Jaguaranahá, conforme demonstrado no mapa abaixo do Ministério do Meio Ambiente.

## Etimologia
Segundo o Dicionário Aurélio, "timbó" é palavra de origem tupi que significa, nesse idioma, "o que tem cor branca ou cinzenta"; "vapor, exalação, fumaça". Sendo assim, é uma designação comum a várias plantas das famílias das leguminosas e das sapindáceas, cuja seiva é tóxica para peixes e, por isto, para pescar.

## Geografia do rio

### Aspectos Físico-naturais
A área do estuário do rio é formada devido aos fenômenos erosivos e deposicionais verificados no Quartenário Superior na costa norte de Pernambuco, entre a Praia da Conceição em Paulista e a extremidade sul da Ilha de Itamaracá, sendo a evolução deste estuário produto de alterações provocadas nas extremidades da foz do Timbó podem ser explicadas levando-se em conta o processo natural de ampliação das praias, provocados pelo mar no pontal de Maria Farinha e, conseqüentemente, migração do canal daquele rio para o norte.
As formas geomorfológicas que cercam o rio são a Formação Barreiras, indo desde o oeste ao centro de Abreu e Lima, os depósitos da Formação Beberibe e da Formação Guamame.
O clima da área é descrito pela como quente e úmido, característico da região costeira com temperatura média oscilando em torno de 25º C, podendo, entretanto, revelar valores superiores no local. Apresenta umidade relativa anual situada em 80% e nebulosidade quase nunca inferior a 5.
A área estuarina pertence a bacia hidrográfica do rio Timbó e cobre uma superfície de 93,5 km², e também toda a rede hidrográfica do rio Timbó tem como principais formadores os rios Barro Branco e o Arroio Desterro, confluindo à sua margem esquerda, e os tributários Caetés, Queimados, Pirajuí, Zumbi, Fabrica e Fundo, além de riachos, canais e “gamboas”.
A cobertura vegetal da área onde se localiza o estuário do rio Timbó é variada em seu tipo e porte, predominando, como vegetação nativa, as matas nas áreas elevadas ou nos vales úmidos e os manguezais, nas áreas alagadas das margens dos rios. Extensos coqueirais são encontrados tanto nas terras altas (antes recobertas por Mata Atlântica), como principalmente nas faixas de praia, caracterizando a paisagem do litoral da região. A variedade de vegetação representa uma diversificada estrutura paisagística,variando entre restinga, Mata Atlântica e Manguezal.
No Manguezal ao longo do rio Timbó, segundo pesquisas recentes, foram identificados: Rhizophora mangle, Laguncularia racemosa e Avicennia schaueriana.
A área do estuário e do rio Timbó é bastante impactada pelo desenvolvimento urbano e industrial e pelas atividades agropecuárias, ocasionando a construção de viveiros, os aterros, as marinas, casas de veraneio, estabelecimento comerciais, especulação imobiliária, estradas (PE-01 e PE-22), linha de transmissão, atracadouro, movimentação de terras, muros de arrimo, pousadas, processos erosivos, queimadas, atividades turisticas, recreacionais, pesqueiras e industriais, que impactam, tanto negativamente, na qualidade do ambiente, como positivamente, gerando emprego e renda.

#### Aspectos Sócio-culturais
O rio Timbó em seu curso e entorno possui atividades turísticas, pesqueiras, industriais e comerciais, sendo o seu estuário encravado entre os municípios de Paulista e Igarassu (PE), formando uma área intersticial entre as áreas urbanas das faixas de praia a Leste e os núcleos urbanos dos dois municípios a Oeste.
O estuário oferece uma grande variedade de paisagens: elevações cobertas de mata ou coqueirais, praias fluviais e áreas alagadas cobertas de extensos mangues, ilhas de variados tamanhos com atividades agrícolas e pastoris, viveiros, gamboas, pesca artesanal, uma grande unidade industrial e atividades de lavoura, agrupamento de casas rústicas dos pescadores e no alto, ao norte, uma igreja barroca.
Na bacia hidrográfica do rio Timbó não existe usinas de açúcar e destilarias de álcool, como na maioria das bacias da região litorânea. As indústrias com prováveis potenciais poluidores, situadas nas áreas de Paulista e Abreu e Lima – PE, são: a garagem da transportadora Itamaracá ltda, a FRICOM – Merco Frio ltda, a Bombril S/A, a Effem do Brasil ltda, Polifrio do Nordeste ltda, a Fibrasa S/A, a Nacional Têxtil, a Leon Haimer, a Galvatex, a Reprotêxtil, a Fiação Alpina do Nordeste S/A, a Somzão Eletrodomésticos, a Fibratech S/A, a Indústria Metalúrgica Reunidas Renda, a Quartzolit Veber Argamassa LTDA e a Cimento Portland Poty.
O Rio Timbó está encravado pelos povoados de Maria Farinha, Nova Cruz e o antigo Engenho Jaguaribe, bem como as ruínas do antiga Igreja de São Bento.

Situando-se próximo ao antigo Porto Arthur, que foi um entreposto comercial de exportação e importação, bem como para escoar a produção de tecidos da antiga fábrica dos Lundgren, a Companhia de Tecidos Paulista, que atualmente está desativada. Conforme, segue o trecho abaixo do site da Prefeitura de Paulista:
"Localizado na parte leste do rio Timbó, distante 3 mil metros de sua foz, foi construído, pela família Lundgren no início do séc. XX, com 1 km de extensão e todo o seu maquinário foi trazido da Inglaterra. O ancoradouro servia para facilitar a aproximação dos barcos que aqui chegavam, munidos de mercadorias para o abastecimento da cidade. Esse transporte intensificou-se durante a Segunda Guerra Mundial, quando havia o temor da escassez de alimentos. Na época da instalação do porto, Paulista tinha cerca de 32 km de estradas de ferro, que alcançavam as estações dos municípios vizinhos, passavam pelo centro da cidade, indo até àquele cais. Pelo porto entraram os materiais utilizados nas construções dos prédios da família Lundgren, da Igreja de Santa Izabel, das chaminés das fábricas e até mesmo em algumas casas. No povoado de Porto Arthur existiam, no início de sua povoação, 16 casas com famílias de pescadores e trabalhadores do cais. Por esta razão foi construída, em 1950, uma escola rural com o nome  Arthur Lundgren - último filho do patriarca sueco Herman Theodor Lundgren. A escola foi desativada no início da década de 60, com o fechamento do cais. A área é um verdadeiro santuário da natureza, contendo ainda em toda a área do rio Timbó resquícios de mangue bem preservados, além de árvores típicas da Mata Atlântica." (Prefeitura de Paulista)
Desta forma, este rio foi e ainda possui uma importância econômica, social e cultural para a região, como fora no passado, servindo para o transporte de pessoas e mercadorias, bem como hoje atuando como um atrativo turístico muito cobiçado e estetizado.